# Qutebrowser
qutebrowser — веббраузер, який надає мінімальний графічний інтерфейс, що «не відволікає від перегляду вмісту», і систему навігації в стилі текстового редактора Vim, побудовану цілком на клавіатурних комбінаціях. Код написаний на мові Python з використанням PyQt5 і QtWebEngine. Сирцеві тексти поширюються під ліцензією GPLv3. Застосування Python не позначається на продуктивності, бо відображення і розбір контенту здійснюється силами рушія Blink і бібліотеки Qt.
Браузер підтримує
- систему вкладок,
- менеджер завантажень,
- режим приватного перегляду,
- вбудований переглядач PDF (pdf.js),
- систему блокування реклами (на рівні блокування хостів),
- інтерфейс для перегляду історії відвідувань.

Для перегляду відео в YouTube можна налаштувати виклик зовнішнього відеоплеєра. Переміщення по сторінці здійснюється за допомогою клавіш «hjkl», для відкриття нової сторінки можна натиснути «o», перемикання між вкладками проводиться через клавіші «J» і «K» або «Alt-номер вкладки». При натисканні : виводиться запрошення командного рядка, в якому можна здійснити пошук по сторінці і виконати типові команди, як в vim, наприклад, «:q» для виходу і «:w» для запису сторінки. Для швидкого переходу до елементів сторінки пропонується система «хинтів», котрими помічаються посилання і зображення.
Qutebrowser створений Флоріаном Брюхіним, завдяки чому він отримав нагороду CH Open Source award у 2016 році.